# Cimatti
Cimatti war ein italienischer Fahrrad- und Motorradhersteller.
Das Unternehmen wurde 1937 vom Radrennfahrer und Olympiateilnehmer Marco Cimatti in Bologna gegründet und produzierte zunächst Fahrräder. Im Jahr 1950 kamen Zweitakt-Mofas und -Mopeds hinzu, später folgten dann auch leichte Motorräder.
Zwischen 1966 und 1968 gewannen Maschinen von Cimatti dreimal in Folge die italienischen 50 cm³-Trial-Meisterschaften. Als einer der ganz wenigen italienischen Motorradhersteller überlebte das Unternehmen die weltweite Wirtschaftsflaute bei Herstellern von Kleinmarken in den 60er Jahren. In den 70er und 80er Jahren produzierte das Unternehmen zahlreiche motorisierte Modellreihen, unter anderem auch das „City-Bike“ und das etwas größere „Town-Bike“. Verwendet wurden Zweitaktmotoren von Moto Morini und Moto Minarelli.
Unter der späteren Leitung von Enrico Cimatti, dem Sohn des Firmengründers, belieferte die mittlerweile unter dem Namen Ditta Cimatti en Cimatti Enrico S.p.A. geläufige Firma auch den Markt in den U.S.A., Frankreich, Norwegen und Tunesien.
Nach einer Konjunkturschwäche zu Beginn der 80er Jahre musste das Unternehmen im Jahr 1984 schließen.